# Tangstedt (Kreis Pinneberg)
 Ikke at forveksle med Tangstedt (Stormarn).
Tangstedt er en by og en kommune i det nordlige Tyskland, beliggende i Amt Pinnau under Kreis Pinneberg. Kreis Pinneberg ligger i den sydlige del af delstaten Slesvig-Holsten.

## Geografi
Kommunen Tangstedt grænser mod vest til byen Pinneberg og kommunen Borstel-Hohenraden, mod nord til byen Quickborn, mod øst til kommunerne Hasloh og Bönningstedt og mod syd til kommunerne Ellerbek og Rellingen.
Floden Pinnau der har sit udspring i Henstedt-Ulzburg og munder ud i Elben, løber gennem Tangstedt.
Tangstedt ligger ved vejen mellem Rellingen og Hasloh (Dorfstraße). Motorvejene A 23 og 7 passerer nær ved, A 23 vest om kommunen og A 7 mod øst.